# Campeonato Europeo de Balonmano Femenino de 2000
El IV Campeonato Europeo de Balonmano Femenino se celebró en Rumanía entre el 8 y el 17 de diciembre de 2000 bajo la organización de la Federación Europea de Balonmano (EHF) y la Federación Rumana de Balonmano.

## Sedes
| Grupo          | Ciudad   |
| -------------- | -------- |
| A              | Vâlcea   |
| B y Fase final | Bucarest |

## Grupos
| Grupo A    | Grupo B             |
| ---------- | ------------------- |
| Alemania   | Bielorrusia         |
| Austria    | Dinamarca           |
| Francia    | Macedonia del Norte |
| Hungría    | Noruega             |
| Rusia      | Rumania             |
| Yugoslavia | Ucrania             |

## Primera fase

### Grupo A
| Equipo     | J | G | E | P | GF  | GC  | DG  | PTS |
| ---------- | - | - | - | - | --- | --- | --- | --- |
| Hungría    | 5 | 4 | 1 | 0 | 159 | 115 | +44 | 9   |
| Rusia      | 5 | 4 | 0 | 1 | 118 | 104 | +14 | 8   |
| Francia    | 5 | 3 | 0 | 2 | 127 | 106 | +21 | 6   |
| Yugoslavia | 5 | 2 | 1 | 2 | 139 | 138 | +1  | 5   |
| Alemania   | 5 | 1 | 0 | 4 | 117 | 134 | -17 | 2   |
| Austria    | 5 | 0 | 0 | 5 | 89  | 152 | -63 | 0   |

| 08 / 12 / 2000 |         |            |  |
| Hungría        | 33 – 33 | Yugoslavia |  |
| Austria        | 20 – 30 | Alemania   |  |
| Francia        | 21 – 22 | Rusia      |  |
| 09 / 12 / 2000 |         |            |  |
| Alemania       | 22 – 33 | Hungría    |  |
| Yugoslavia     | 19 – 26 | Francia    |  |
| Rusia          | 28 – 19 | Austria    |  |
| 10 / 12 / 2000 |         |            |  |
| Francia        | 25 – 19 | Alemania   |  |
| Austria        | 12 – 35 | Hungría    |  |
| Rusia          | 27 – 20 | Yugoslavia |  |
| 12 / 12 / 2000 |         |            |  |
| Austria        | 24 – 33 | Yugoslavia |  |
| Hungría        | 32 – 29 | Francia    |  |
| Alemania       | 18 – 22 | Rusia      |  |
| 13 / 12 / 2000 |         |            |  |
| Hungría        | 26 – 19 | Rusia      |  |
| Yugoslavia     | 34 – 28 | Alemania   |  |
| Francia        | 26 – 14 | Austria    |  |

### Grupo B
| Equipo              | J | G | E | P | GF  | GC  | DG  | PTS |
| ------------------- | - | - | - | - | --- | --- | --- | --- |
| Ucrania             | 5 | 2 | 3 | 0 | 130 | 120 | +10 | 7   |
| Rumania             | 5 | 3 | 1 | 1 | 128 | 118 | +10 | 7   |
| Noruega             | 5 | 2 | 2 | 1 | 132 | 126 | +6  | 6   |
| Macedonia del Norte | 5 | 1 | 2 | 2 | 113 | 123 | -10 | 4   |
| Dinamarca           | 5 | 1 | 1 | 3 | 130 | 137 | -7  | 3   |
| Bielorrusia         | 5 | 0 | 3 | 2 | 134 | 143 | -9  | 3   |

| 08 / 12 / 2000      |         |                     |  |
| Rumania             | 29 – 28 | Bielorrusia         |  |
| Noruega             | 24 – 24 | Ucrania             |  |
| Dinamarca           | 19 – 20 | Macedonia del Norte |  |
| 09 / 12 / 2000      |         |                     |  |
| Ucrania             | 29 – 29 | Dinamarca           |  |
| Macedonia del Norte | 19 – 19 | Rumania             |  |
| Bielorrusia         | 26 – 26 | Noruega             |  |
| 10 / 12 / 2000      |         |                     |  |
| Macedonia del Norte | 19 – 27 | Ucrania             |  |
| Rumania             | 26 – 22 | Noruega             |  |
| Dinamarca           | 34 – 26 | Bielorrusia         |  |
| 12 / 12 / 2000      |         |                     |  |
| Bielorrusia         | 27 – 27 | Macedonia del Norte |  |
| Rumania             | 21 – 23 | Ucrania             |  |
| Noruega             | 29 – 22 | Dinamarca           |  |
| 13 / 12 / 2000      |         |                     |  |
| Ucrania             | 27 – 27 | Bielorrusia         |  |
| Dinamarca           | 26 – 33 | Rumania             |  |
| Noruega             | 31 – 28 | Macedonia del Norte |  |

## Fase final
|  | Semifinales               | Semifinales               |    |                           | Final                     | Final |  |
|  |                           |                           |    |                           |                           |       |  |
|  |                           |                           |    |                           |                           |       |  |
|  | 16 / 12 / 2000 - 17:30 h. |                           |    |                           |                           |       |  |
|  | Ucrania                   | 28                        |    |                           |                           |       |  |
|  | Rusia                     | 24                        |    |                           |                           |       |  |
|  |                           |                           |    |                           |                           |       |  |
|  |                           |                           |    |                           | 17 / 12 / 2000 - 20:00 h. |       |  |
|  |                           |                           |    |                           | Ucrania                   | 30    |  |
|  |                           | Hungría                   | 32 |                           |                           |       |  |
|  |                           |                           |    |                           |                           |       |  |
|  |                           |                           |    |                           |                           |       |  |
|  |                           |                           |    |                           | Tercer Puesto             |       |  |
|  | 16 / 12 / 2000 - 20:00 h. | 16 / 12 / 2000 - 20:00 h. |    | 17 / 12 / 2000 - 17:30 h. | 17 / 12 / 2000 - 17:30 h. |       |  |
|  | Hungría                   | 25                        |    | Rusia                     | 21                        |       |  |
|  | Rumania                   | 24                        |    |                           | Rumania                   | 16    |  |

- -  Todos los partidos en Bucarest

## Medallero
|         |         |       |
| Hungría | Ucrania | Rusia |

### Clasificación general
| 1. Hungría             |
| 2. Ucrania             |
| 3. Rusia               |
| 4. Rumania             |
| 5. Francia             |
| 6. Noruega             |
| 7. Yugoslavia          |
| 8. Macedonia del Norte |
| 9. Alemania            |
| 10. Dinamarca          |
| 11. Bielorrusia        |
| 12. Austria            |

- Datos: Q572149